# Synthecium maldivense
Synthecium maldivense is een hydroïdpoliep uit de familie Syntheciidae. De poliep komt uit het geslacht Synthecium. Synthecium maldivense werd in 1905 voor het eerst wetenschappelijk beschreven door Borradaile. 